# Diócesis de Kindu
La diócesis de Kindu (en latín: Dioecesis Kinduensis y en francés: Diocèse de Kindu) es una circunscripción eclesiástica de la Iglesia católica en la República Democrática del Congo. Se trata de una diócesis latina, sufragánea de la arquidiócesis de Bukavu. Desde el 18 de noviembre de 2020 su obispo es François Abeli Muhoya Mutchapa.

## Territorio y organización
La diócesis tiene 82 883 km² y extiende su jurisdicción sobre los fieles católicos de rito latino residentes en la ciudad de Kindu con sus 3 municipios (Alunguli, Kasuku y Mikelenge) en la provincia de Maniema y parte del territorio de Walikame en la provincia de Kivu del Norte.
La sede de la diócesis se encuentra en la ciudad de Kindu, en donde se halla la Catedral del Espíritu Santo.
En 2021 en la diócesis existían 19 parroquias.

## Historia
El vicariato apostólico de Kindu fue erigido el 23 de abril de 1956 con la bula Apostolica Sedes del papa Pío XII, obteniendo el territorio de los vicariatos apostólicos de Kongolo (hoy diócesis de Kongolo) y Stanley-ville (arquidiócesis de Kisangani).
El 10 de diciembre de 1959 el vicariato apostólico fue elevado a diócesis con la bula Cum parvulum del papa Juan XXIII.

## Estadísticas
Según el Anuario Pontificio 2022 la diócesis tenía a fines de 2021 un total de 401 200 fieles bautizados.
| Año                                                                             | Población            | Población | Población      | Sacerdotes | Sacerdotes    | Sacerdotes    | Bautizados por sacerdote | Diáconos permanentes | Religiosos | Religiosos | Parroquias |
| Año                                                                             | Bautizados católicos | Total     | % de católicos | Total      | Clero secular | Clero regular | Bautizados por sacerdote | Diáconos permanentes | Varones    | Mujeres    | Parroquias |
| ------------------------------------------------------------------------------- | -------------------- | --------- | -------------- | ---------- | ------------- | ------------- | ------------------------ | -------------------- | ---------- | ---------- | ---------- |
| 1970                                                                            | 52 115               | 218 014   | 23.9           | 31         | 6             | 25            | 1681                     |                      | 36         | 29         | 17         |
| 1980                                                                            | 66 000               | 205 000   | 32.2           | 25         | 6             | 19            | 2640                     |                      | 28         | 30         | 17         |
| 1990                                                                            | 95 135               | 341 000   | 27.9           | 19         | 11            | 8             | 5007                     |                      | 13         | 29         | 16         |
| 1997                                                                            | 162 200              | 412 715   | 39.3           | 27         | 20            | 7             | 6007                     |                      | 14         | 34         | 17         |
| 2001                                                                            | 173 604              | 439 810   | 39.5           | 17         | 17            |               | 10 212                   |                      | 6          | 27         | 17         |
| 2002                                                                            | 174 110              | 441 730   | 39.4           | 17         | 17            |               | 10 241                   |                      | 6          | 27         | 17         |
| 2003                                                                            | 171 070              | 437 620   | 39.1           | 18         | 18            |               | 9503                     |                      | 7          | 29         | 17         |
| 2006                                                                            | 277 926              | 514 000   | 54.1           | 20         | 20            |               | 13 896                   |                      | 6          | 31         | 18         |
| 2013                                                                            | 315 000              | 965 700   | 32.6           | 39         | 33            | 6             | 8076                     |                      | 15         | 29         | 19         |
| 2016                                                                            | 350 000              | 1 000     | 35.0           | 45         | 35            | 10            | 7777                     |                      | 19         | 51         | 14         |
| 2019                                                                            | 376 700              | 1 145 000 | 32.9           | 49         | 43            | 6             | 7687                     |                      | 13         | 56         | 19         |
| 2021                                                                            | 401 200              | 1 219 450 | 32.9           | 44         | 36            | 8             | 9118                     |                      | 13         | 54         | 19         |
| Fuente: Catholic-Hierarchy, que a su vez toma los datos del Anuario Pontificio. |                      |           |                |            |               |               |                          |                      |            |            |            |

## Episcopologio
- Jean Fryns, C.S.Sp. † (12 de abril de 1957-2 de julio de 1965 falleció)
- Albert Onyembo Lomandjo, C.S.Sp. † (17 de mayo de 1966-17 de enero de 1978 renunció)
- Paul Mambe Mukanga † (15 de marzo de 1979-26 de enero de 2004 falleció)
  - Sede vacante (2004-2007)
  - Théophile Kaboy Ruboneka (3 de febrero de 2004[5] -25 de abril de 2007) (administrador apostólico)
- Willy Ngumbi Ngengele, M.Afr. (25 de abril de 2007-23 de abril de 2019 nombrado obispo de Goma)[nota 1]
- François Abeli Muhoya Mutchapa, desde el 18 de noviembre de 2020